# کتابخانه ملی آنگولا
کتابخانه ملی آنگولا وزارت ملی کتابخانه‌ها در سال ۱۹۷۷ به عنوان شبکه ملی کتابخانه‌ها، آرشیوها و مراکز اسناد به وجود آمد (باستثنای کتابخانه‌های مدارس و دانشگاهی وزارت آموزش و پرورش). در تجدید سازمان، کتابخانه ملی مرکزی (National Central Library) در لواندا تأسیس شد که با استفاده از مجموعه و تسهیلات کتابخانه ملی سابق که جزئی از کتابخانه لیسبون پرتغال بود شکل گرفت. قانون واسپاری در لیسبون اجرا می‌شد و مواد کتابخانه از آنجا بین کتابخانه‌های ملی شهرها تقسیم می‌شد.